# Letheobia feae
Espèce
Synonymes
- Typhlops feae Boulenger, 1906
- Rhinotyphlops feae (Boulenger, 1906)
- Typhlops principis Boulenger, 1906

Statut de conservation UICN

 LC  : Préoccupation mineure
Letheobia feae est une espèce de serpents de la famille des Typhlopidae. 

## Répartition
Cette espèce est endémique de l'île de São Tomé à Sao Tomé-et-Principe.
Sa présence est incertaine sur l'île de Principe.

## Étymologie
Cette espèce est nommée en l'honneur de Leonardo Fea.

## Publication originale
- Boulenger, 1906 : Report on the reptiles collected by the late L. Fea in West Africa. Annali di Museo Civico di Storia Naturale di Genova, sér. 3, vol. 2, p. 196-216.